# Adam McMullen
Pour les articles homonymes, voir McMullen.
Adam McMullen, né le 12 juin 1872 et mort le 2 mars 1959, est un homme politique républicain américain. Il est le 21e gouverneur du Nebraska entre 1925 et 1929.

## Sources
- (en) Cet article est partiellement ou en totalité issu de l’article de Wikipédia en anglais intitulé « Adam McMullen » (voir la liste des auteurs).